# Kolmiltjärnen
Kolmiltjärnen är en sjö i Söderhamns kommun i Hälsingland och ingår i Nianån-Norralaåns kustområde.